# Neuvelle-lès-Cromary
Neuvelle-lès-Cromary – miejscowość i gmina we Francji, w regionie Burgundia-Franche-Comté, w departamencie Górna Saona.
Według danych na rok 1990 gminę zamieszkiwały 172 osoby, a gęstość zaludnienia wynosiła 27 osób/km² (wśród 1786 gmin Franche-Comté Neuvelle-lès-Cromary plasuje się na 572. miejscu pod względem liczby ludności, natomiast pod względem powierzchni na miejscu 694.).